# Outeniqua Choo Tjoe

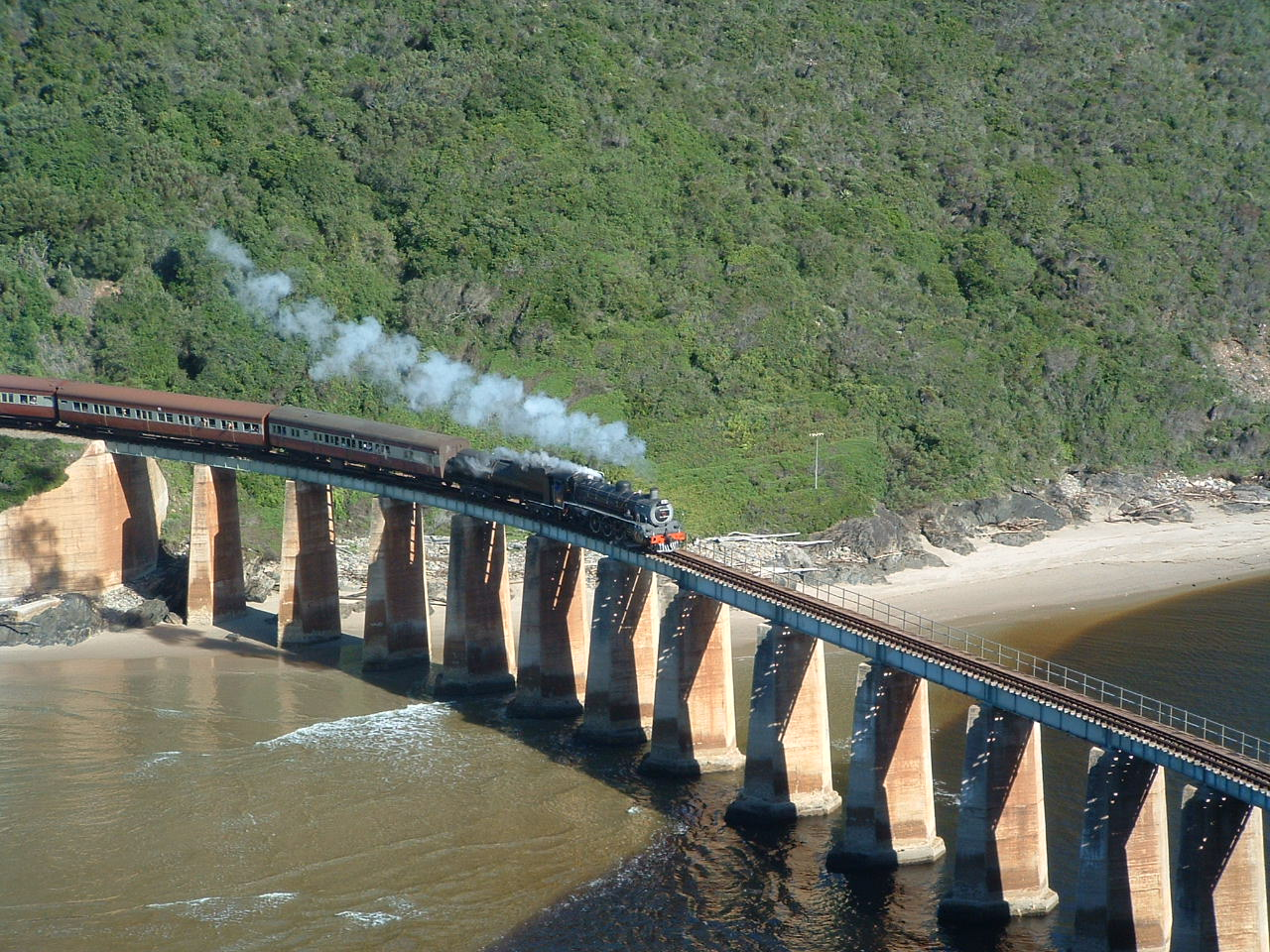
Outeniqua Choo Tjoe su un ponte

L'Outeniqua Choo Tjoe era un treno a vapore d'epoca in servizio regolare in Sudafrica fino all'estate del 2010.
Il suo nome, composto, era stato ricavato da Outeniqua, nome delle montagne e Choo-Tjoe, una combinazione di suoni onomatopeici, inglesi e afrikaans (che si pronunciano in modo identico) ed imitano il rumore di una locomotiva a vapore.
La stazione di partenza a George si trovava, non a caso, nei pressi dell'Outeniqua Transport Museum, un museo dedicato ai trasporti che ospita numerose antiche locomotive a vapore.
Il treno era normalmente composto da una locomotiva a vapore, classe 19D o 24, dei primi decenni del XX secolo, e diverse carrozze degli anni quaranta.
Rappresentava un'attrazione turistica più che un vero e proprio servizio di collegamento; partiva da George, in Sudafrica, e con un percorso panoramico di 67 km che costeggia la Garden Route, fermando a Wilderness, Goukamma e Sedgefield raggiungeva Knysna. Nei pressi di Knysna attraversava un ponte sospeso sulla laguna. La linea ferroviaria percorsa era stata completata nel 1928.

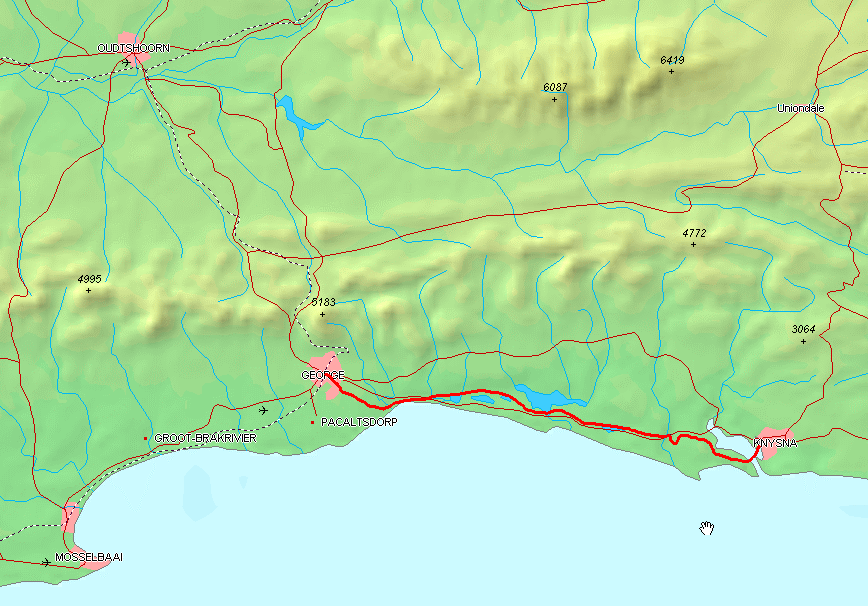
Mappa del percorso

Si effettuava in estate, tutti i giorni eccetto la domenica, con due coppie di treni passeggeri con eventuale aggiunta di carri merci se necessari. Fuori stagione, di solito, correva una sola coppia di treni misti merci e passeggeri. Nel 1992 trasportò circa 40.000 passeggeri; nel 2002 erano già 115.000 di cui, il 70%, turisti stranieri.
Nel 2006 una frana interruppe la linea e il treno venne effettuato su percorso deviato.
Il 24 agosto del 2010, la compagnia Transnet, (South African Railway Company), ha annunciato la soppressione definitiva del treno; la decisione è stata presa in seguito alla sospensione del servizio ferroviario tra George e Knysna per l'impossibilità economica di riparare i danni alla linea causati da forti piogge, inondazioni e smottamenti..